# دعم غير المرئي
الدعم الغير المرئي هو مصطلح نفساني يٌستعمل لوصف نوع من أنواع الدعم الاجتماعي, الذي يكون فيه الدعم متبادل غير ملحوظ من المتلقي. هنالك حالتان محتملتان لوصف أفعال الدعم الغير مرئي. الاحتمال الأول يستلزم أن يكون المستقبل غير مدرك تماماً للدعم المتبادل بينه وبين الداعم.
وعلى سبيل المثال ,قد يتبرع الزوج تلقائياً القيام بالأعمال المنزلية دون ذكر ذلك إلى الطرف الآخر. الدعم الغير مرئي أيضاً يحصل عندما يُدرك المستقبل الفعل المقدم لكن لا يفسره على أنه دعم متبادل. في هذه الحالة, يمكن لأحد الأصدقاء أو فرد من أفراد العائلة أن يقدم نصيحة بطريقة غير مباشرة كمحاولة للحفاظ على احترام الذات لدى المُستقبل للدعم أو لصرف انتباهه من موقف محرج. يمكن رؤية الدعم الغير مرئي على طرفي التبادل, بحيث يكون المٌستقبل غير مدرك للدعم المقدم له والداعم يقدم دعمه بطريقة ماهرة و مناسبة.

## خلفية الموضوع
من المعروف أن مفهوم الدعم الاجتماعي يتنبأ بتعديلات أفضل لتكيف مع أحداث الحياة المجهدة. وقد تبين أن توفر الدعم يبعث بالراحة، ويمكن أن يكون بمثابة شبكة أمان نفسية التي من شأنها أن تحفز الاعتماد على النفس لمواجهة الضغوط.
على الرغم من أن مفهوم تقديم العدم مرتبط بتكيف أفضل من قبل المتلقي,فإن كان المتلقي على دراية بتلقيه لأفعال داعمة محددة، يكون عادةً غير مفيد لخفض نسبة الضغوط بشكل فعال. العلم بتلقي المساعدة قد يكلف الشخص انخفاض في مشاعر احترام الذات و الكفاءة الذاتية. لأن ذلك يزيد من وعي المتلقي تجاه المشاكل والصعوبات الشخصية لمعالجة الضغوطات. قد يتم رفض محاولات الدعم من الاشخاص ذوي النوايا الحسنة,جهودهم قد تفشل أو قد تزيد من سوء حاله الشخص المتعرض للضغوط. بالرغم من أن الأفعال الداعمة تعود بالفائدة على المتلقين ولكن معرفتهم الفعلية بتلقي الدعم قد تكون أحياناً ضارة. قد تم وضع نظرية تنص على أن تبادل الدعم الأكثر فعالية يشمل شخص واحد يُقدم فيه خدمة الدعم, بشرط أن لا يلاحظ المتلقي ذلك الدعم .
من وجهة نظر أخرى ,ألا وهي التكلفة, سيكون الدعم الغير مرئي هو الحل الأمثل لمستقبل الدعم لأن فوائد العون تكون موجودة في حين ان التكلفة يمكن تجنبها.
بتطبيق نفس الفكرة, فإنهُ أيضاً يعني أن نوع الدعم الأقل فعالية هو الذي لا يُقدم فيه الداعم بتقديم تقرير كامل عن الدعم ,لكن يتم تلقي العون من المُستقبل. أول تحقيق عن الدعم غير المرئي شمل دراسة عن الأزواج ,التي يكون فيها الشخص الأول يستعد لامتحان قبول بنقابة المحامين في ولاية نيويورك. استلام الدعم والإعالة تم قياسَهُما من خلال إكمال كُلاً من الزوجين مدخلاتهم اليومية. على مدار شهر واحد, الأفراد المتعرضين للضغوطات أبلغوا عن انخفاض في وتيرة الدعم المستلم من الفرد الآخر (في حال أن الشريك يجزم بتصنيف أفعاله كداعم كبير للشريك الآخر) صنفوا أنفسهم بأنهم تعرضوا لنسبة ضئيلة من القلق والاكتئاب مقارنة مع الأفراد الآخرين الذين أفادوا بأنهم تلقوا كم هائل من الدعم والمساندة.

## الدعم غير المرئي مقارنة بالدعم المرئي
```
مجموعة كبيرة من الأعمال تقدم أدله تشير إلى أن الدعم يكون أكثر فعالية عندما يكون غير واضح أو يمر بشكل غير ملحوظ للمتلقي. في حين أن الدعم الغير مرئي أظهر بأنه يُفيد المتلقين ويستفيدون أكثر من الدعم المرئي في أغلب الحالات, لكن أيضاً ظهر حالات يستفيد منها المستقبلون من الدعم المرئي. فعلى سبيل المثال , تبين أن مشروع زيادة الدعم المرصود من قبل الشركاء الحميمين أثناء تبادل الدعم بين الزوجين يبني مشاعر القرب وينميها, يعزز الإيجابية واحترام الذات, والتشجيع لتحقيق الهدف و تعزز من جودة العلاقة عبر الوقت. مؤخراً قد تم اقتراح أن كلاً من أفعال الدعم الغير مرئي و الدعم المرئي قد تكون مفيدة أو مكلفة تبعاً للظروف المختلفة. وللتحقق من هذه الفكرة, دراسة حديثة أجريت عام 2013 قارنت بين الآثار قصيرة المدى و طويلة المدى عن مدى استقبال الدعم المرئي والغير مرئي أثناء المناقشات الرومنسية للأزواج وتطلعاتهم بناءً على اهدافهم الشخصية. تم التوصل إلى أن أيما نوع من الدعم يكون أكثر فائدة اعتمادا على العوز العاطفي الذي شعر به المستقبل ذلك الوقت. ارتبط الدعم العاطفي المرئي (من خلال نشر الطمأنينة والتشجيع والتفهم) بفهم ودعم أكبر ونجاح النقاشات المتبادلة خصوصاً للمستقبلين الذين شعروا بضيق أكبر خلال المناقشة. في المقابل, لم يرتبط الدعم العاطفي الغير مرئي بقدرة المستلمين على إدراك الدعم أو نجاح النقاش. بالنسبة لتأثيرات الدعم طويلة المدى, تبين أن الدعم العاطفي الغير مرئي قد يتنبأ بتحقيق أهداف أكبر خلال العام القادم. عند وضع المعلومات معاً , تشير النتائج إلى أن الدعم المرئي والدعم الغير المرئي لهما وظائف فذة لا نظير لها من أجل تحقيق الرخاء والسكون. عندما يكون الناس في حالةٍ من الضيق , يظهر الدعم المرئي على أنه علاج قصير المدى لطمأنه المستقبل ولإظهار بأنه يتم الاعتناء به ودعمه. هذه الفوائد تكون حاضرة فقط عندما يكون المستلم في الواقع تحت وطأه الضغوط وخلال ذلك يتلقى الأفعال الداعمة. من ناحية أخرى, على الرغم من أن الدعم الغير مرئي يميل إلى أن يكون غير ملحوظ من قبل المستلمين, إلا و أنه على ما يبدو بأنه يلعب دوراً اساسياً في المحافظة على نجاح الأهداف طويلة المدى.
```

## التأثيرات على مقدمي الدعم
لقد تم التحقيق بشكل مكثف عن آثار الدعم غير المرئي على المستفيدين, و لكن عواقب الدعم غير المرئي على مقدمي الدعم غير معروفه. بحثت إحدى الدراسات في عام 2016 عن منافع وتكاليف الدعم غير المرئي على بعض الأعضاء الذين قاموا بسن سلوكيات داعمة من خلال التمييز بين عمليات الدعم العاطفي غير المرئي ( الدعم الذي يكون من خلال الطمأنة والتشجيع والتفهم) من عمليات الدعم الآلي غير المرئي ( الذي يكون من خلال توفير مساعدات ملموسة / مادية , مثل إرسال الأموال أو رعاية الأطفال). كذلك لم يتم العثور على تكاليف لمقدمي الرعاية عند إظهارهم النوع العاطفي من الدعم غير المرئي. تأثيرات الدعم المادي غير المرئي تخبرنا بقصة مختلفة , مقدمو الخدمات الذين بلغو رضى عالٍ من العلاقات الشخصية لم يتأثروا بذلك الدعم , بينما مقدمي الخدمات الذين بلغو مستوى منخفض من الرضا عن العلاقات الشخصية تأثروا سلباً بأفعالهم الخاصة من تقديم دعم مادي غير مرئي مع زيادة في المزاج السلبي. تشير هذه النتائج إلى أن الراحة العاطفية قد تكون وظيفتها فعالة أكثر للحفاظ على علاقات وثيقة من الدعم المادي.
بناءً على ذلك , فإن تقديم الدعم العاطفي الغير مرئي قد يؤدي إلى إدراك أقل لضرر باهظ الثمن على تقديم الدعم المادي الغير مرئي في المتوسط. ومع ذلك , بما أن الدعم المادي الغير مرئي لم يأخذ على عاتقة تكاليف لمقدمي الخدمات الذين بلغو مستوى عالٍ من الرضا بالعلاقات, فإن ذلك يعني أن مستوى الرضا العالي للعلاقات قد يخفف من التكاليف المحتملة التي قد يشعر بها مقدم الدعم خلاف ذلك. تشير النتائج إلى أن التفاضل بين الدعم المادي و العاطفي الغير مرئي إلى أن التمييز الراسخ بين الدعم الاجتماعي المادي و العاطفي قد يكون مفيداً للأخذ بعين الاعتبار عند اختبار تأثيرات الدعم الغير مرئي ككل .